# Pozonia nigroventris
Pozonia nigroventris är en spindelart som först beskrevs av Bryant 1936.  Pozonia nigroventris ingår i släktet Pozonia och familjen hjulspindlar. Inga underarter finns listade i Catalogue of Life.